# 鮑伯·謝帕德
羅伯特·李歐·謝帕德（英語：Robert Leo Sheppard，1910年10月20日—2010年7月11日），暱稱鮑伯·謝帕德（Bob Sheppard），出生在紐約市皇后區，美國職棒大聯盟與國家美式足球聯盟著名的資深球場播報員。
1951年至2007年間，他負責大聯盟紐約洋基隊的播報工作；1956年至2006年間，負責國家美式足球聯盟紐約巨人隊的播報工作。被譽為是「洋基體育場之聲」（The Voice of Yankee Stadium）。
2000年，紐約洋基隊在球場的紀念公園為他立碑，讚揚謝帕德以「清晰、扼要且正確的發音，播報過無數的球員，使得那些偉大的以及不被球迷熟悉的球員，都能得到同等的尊重。」
2010年7月11日，謝帕德在紐約州鮑德溫的家中逝世，享壽99歲。紐約洋基的老闆喬治·史坦布瑞納也在兩天後辭世。洋基球團在洋基運動場掛上兩人的看板悼念。

## 生平
畢業於聖若望大學，哥倫比亞大學碩士。